# Van's Aircraft RV-11
RV-11 es la designación de Van's Aircraft para un monoplaza propuesto con un motor de planeador de diseño similar al diseño del AMS Carat. El prototipo RV-11 utiliza las alas de un velero HP-18 acoplado a un fuselaje especialmente construido.  

### Desarrollos relacionados
- Van's Aircraft RV-12

### Aeronavessimilares
- Schreder HP-18